# بلوغ جنسی

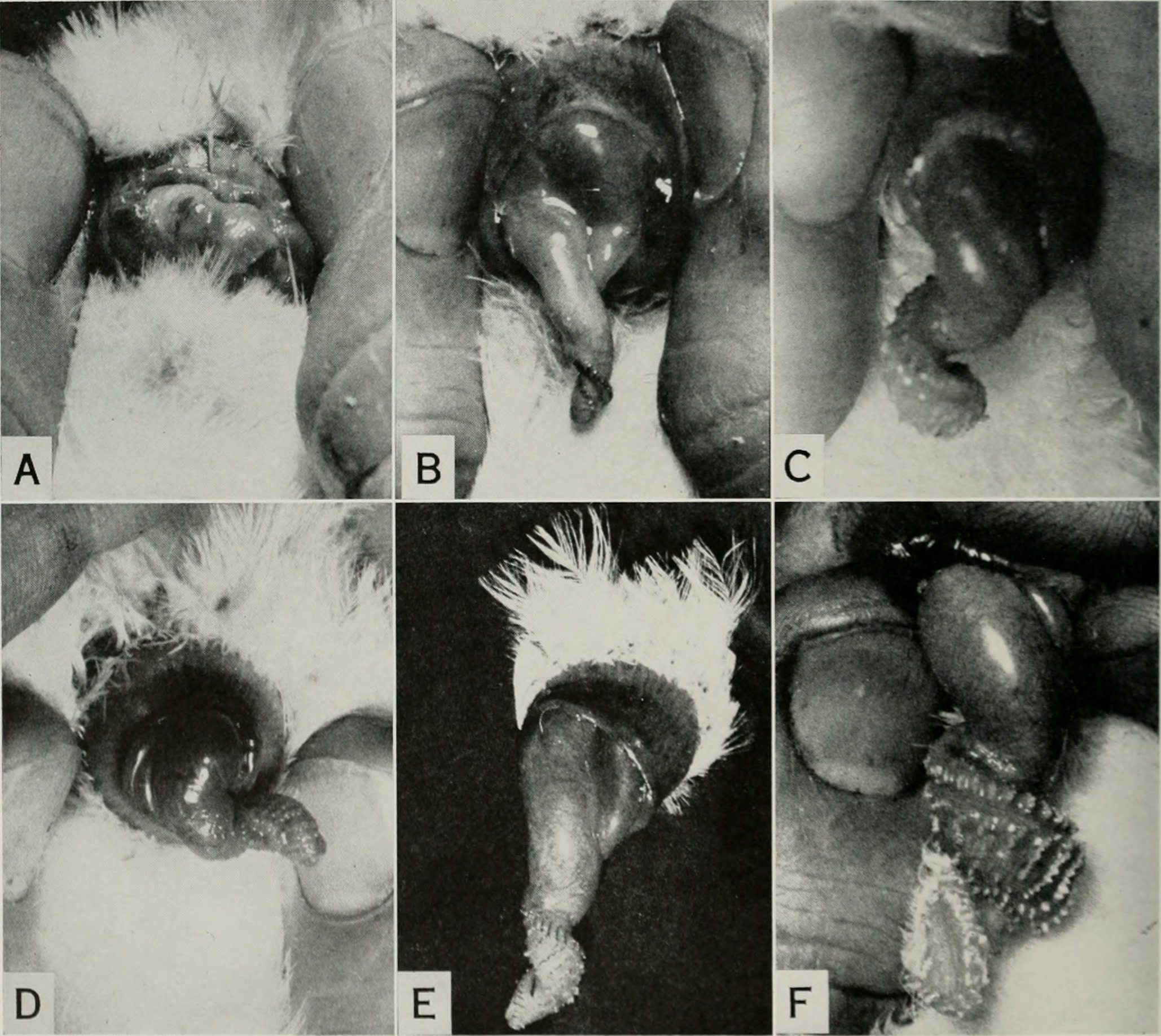
ویژگی‌های سن، جنس و بلوغ جنسی در غازهای کانادایی

بلوغ جنسی توانایی یک موجود زنده برای تولید مثل است. ممکن است این امر مترادف با بزرگسالی در نظر گرفته شود، اما، در انسان، بلوغ فرایند بلوغ جنسی را در بر می‌گیرد و بزرگسالی بر اساس تعاریف فرهنگی است.
بلوغ جنسی با بلوغ اندام‌های تولیدمثل و تولید گامتها به وجود می‌آید. همچنین ممکن است با یک جهش رشدی یا قدی یا سایر تغییرات فیزیکی همراه باشد که جاندار نابالغ را از شکل بالغ آن متمایز می‌کند. اینها ویژگی‌های جنسی ثانویه نامیده می‌شوند و اغلب نشان‌دهندۀ افزایش دودیسی جنسی هستند. به عنوان مثال: پیش از بلوغ، کودکان انسان سینه‌های صافی دارند، اما زنان بالغ معمولاً سینه‌های بزرگ‌تری نسبت به مردان بالغ دارند. با این حال، استثناهایی مانند چاقی و عدم تعادل هورمونی مانند بزرگ‌شدن پستان مردانه وجود دارد.